# Leheidî, Șîșakî
Leheidî (în ucraineană Легейди) este un sat în așezarea urbană Șîșakî din regiunea Poltava, Ucraina.

## Demografie
Componența lingvistică a localității Leheidî
     Ucraineană (100%)
Conform recensământului din 2001, toată populația localității Leheidî era vorbitoare de ucraineană (100%).